# Reivers
Pour plus de détails, voir Fiche technique et Distribution.
Reivers (The Reivers) est un film américain réalisé par Mark Rydell en 1969. C'est l'adaptation du roman Les Larrons (The Reivers) de William Faulkner

## Synopsis
Lucius, enfant de douze ans vivant dans une riche famille du Sud des États-Unis au début du XXe siècle, est en admiration devant la voiture neuve que son grand-père vient d'acheter. Un domestique un peu rustre, Boon (Steve McQueen), l'entraîne dans une escapade vers Memphis, où il compte retrouver son amie Corrie qui vit dans une maison close. Lucius, Boon et Ned, un domestique noir, arrivent à Memphis au volant de la voiture volée qui est revendue, à l'insu de Boon et Lucius, par Ned, pour acquérir un cheval. Pour pouvoir racheter le véhicule et rentrer au bercail, ils organisent une course de chevaux avec paris, à laquelle Lucius participera en montant le cheval de Ned...

## Fiche technique
- Titre original : The Reivers
- Titre français : Reivers
- Réalisation : Mark Rydell
- Scénario : Irving Ravetch et Harriet Frank d'après le roman Les Larrons de William Faulkner
- Producteur : Irving Ravetch
- Musique : John Williams
- Photographie : Richard Moore
- Cadreur : David M. Walsh
- Montage : Tom Stanford
- Costumes : Theadora Van Runkle
- Pays d'origine : États-Unis
- Format : couleur – 35 mm – 2,35:1 – mono
- Genre : comédie dramatique
- Durée : 112 minutes
- Dates de sortie :
  -  États-Unis : décembre 1969
  -  France : avril 1970

## Distribution

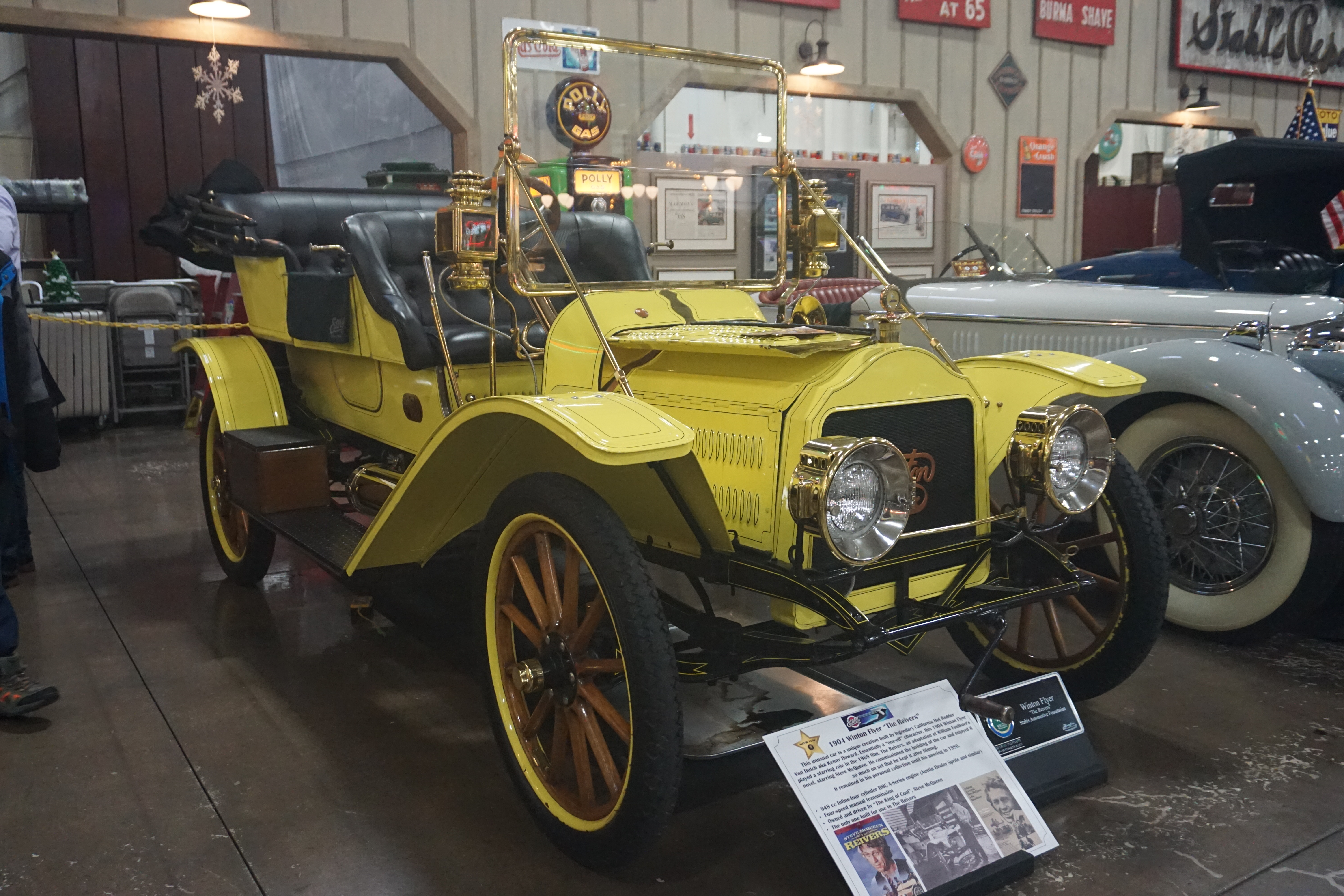
1904 Winton Flyer, voiture volée par Boon.

- Steve McQueen (VF : Jacques Thébault) : Boon Hogganbeck
- Sharon Farrell (VF : Monique Thierry) : Corrie
- Will Geer (VF : Fernand Fabre) : Boss McCaslin
- Rupert Crosse (VF : Serge Sauvion) : Ned McCaslin
- Mitch Vogel : Lucius McCaslin
- Juano Hernández : Oncle Possum
- Michael Constantine (VF : Jacques Marin) : M. Binford
- Burgess Meredith (VF : Henri Virlojeux) : le narrateur
- Diane Ladd (VF : Marcelle Lajeunesse) : Phoebe
- Ruth White (VF : Marie Francey) : Mlle Reba
- Lonny Chapman (VF : Claude Joseph) : Maury McCaslin
- Vinette Carroll (VF : Sylvie Deniau) : Tante Callie
- Raymond Guth (VF : Henri Virlojeux) : Oncle Ike
- Shug Fisher (VF : Henry Djanik) : Cousin Zack
- Clifton James (VF : Yves Brainville) : le shérif Butch Lovemaiden (Aimelafille en VF)
- Dub Taylor (VF : Pierre Leproux) : Dr P.F. Peabody
- Lou Frizzell (VF : Claude Bertrand) : Doyle, le starter de la course
- Roy Barcroft (VF : Louis Arbessier) : Ed, le juge à l'arrivée de la course
- Charles Tyner : Edmonds
- Allyn Ann McLerie (VF : Lily Baron) : Alison